# Tarja Cronberg
Tarja Cronberg (født 29. juni 1943) er en finsk politiker, siden 2011 finsk medlem af Europa-Parlamentet, valgt for Grønt forbund (indgår i parlamentsgruppen G-EFA). Hun har tidligere fra 2005 til 2009 været formand for Grønt forbund.